# Wakaso Mubarak
Wakaso Mubarak, conegut simplement com a Wakaso (Tamale, Ghana, 25 de juliol de 1990) és un futbolista professional ghanès que juga com a centrecampista actualment al Jiangsu Suning.

## Trajectòria
Wakaso va militar a l'Elx CF, en Segona Divisió, on portava en la seua esquena el dorsal número 12. L'Elx CF el fitxà l'estiu del 2008. En la seua primera temporada en l'Elx, el ghanès s'erigí com un dels jugadors més expulsats de la categoria en proporció als partits jugats. De fet, els motius disciplinaris van portar a l'Elx CF a trencar el seu contracte el 31 de gener de 2011.
Després del seu acomiadament de l'Elx CF va fitxar pel Vila-real CF. El 27 de febrer debutà a El Sardinero contra el Racing de Santander, substituí a Josep Catalá.
El dia 11 de juliol del 2012, el jugador ghanés signà un acord amb el RCD Espanyol per a vestir la samarreta blanc-i-blava per als propers quatre anys. El 29 d'agost de 2013 s'anuncia el traspàs al FK Rubin Kazan per sis milions d'euros, dels quals un milió és per al Vila-real Club de Futbol.

## Selecció estatal
El futbolista ha estat internacional absolut amb la selecció de futbol de Ghana en dues ocasions i ha jugat en els mundials sub-17 i sub-19.